# Samsung Q1
Samsung Q1 — ультрамобильный компьютер c 7" (18 см) LCD от компании Samsung, представленный в нескольких конфигурациях. 

## Конфигурации

### Samsung Q1
Базовая конфигурация Samsung Q1 имеет следующий вид:
- Intel Celeron M ULV (Ultra Low Voltage) 353, работающий на частоте 900 МГц
- Жесткий диск 40GB 1.8"
- 512MB DDR2 533 с возможность расширения до 2Гб
- Мобильный чипсет 915GMS
- 7-дюймовый WVGA сенсорный экран с разрешением 800×480
- Порт VGA
- Вес 0.78 кг
- Аккумуляторная батарея в двух вариантах - на 3 или 6 часов автономной работы
- WLAN 802.11b/g
- Порт LAN 100 мбит/с
- Порт CompactFlash Type II
- Стереодинамики
- Микрофонный массив
- Возможность использования режима AVS для запуска Windows XP Embedded
- Bluetooth
- 2 порта USB

Samsung Q1 - один из первых ультрамобильных персональных компьютеров (UMPC), произведенный в рамках проекта «Origami» от Microsoft. Q1 может загружаться в двух различных режимах: обычный Windows XP, и AVS режим, запускающие Windows XP Embedded. AVS загружается из отдельного раздела диска и загружает напрямую фото, видео и музыкальный плеер без интерфейса Windows Explorer. Возможность AVS уникальна для Q1.

### Samsung Q1 SSD
В данной конфигурации вместо обычного жесткого диска используется 32-гигабайтный SSD накопитель Samsung.

### Samsung Q1b
Q1b - это второе устройство в серии Q1 от Samsung, с сильно улучшенной жизнью батареи и на 30% более ярким экраном, по сравнению с Q1. Также было принято решение удалить порты CompactFlash и Ethernet. А звуковая система сократилась до одного моно динамика и одного микрофона.
- VIA C7-M ULV 1 ГГц
- Аккумуляторная батарея на 5 часов автономной работы
- На 30% более яркий экран с LED подсветкой
- Модуль Wi-Fi с поддержкой 802.11b/g
- Bluetooth v2.0
- 512Мб DDR RAM
- Жесткий диск 40Гб
- Опциональный модуль WiBro
- Опциональный модуль HSDPA

### Samsung Q1F (Pentium M)
По сравнению с первой конфигурацией Q1 здесь используется более быстрый процессор Intel Pentium M с технологией «speedstep», позволяющей продлить время автономной работы. Также вместо Windows XP устанавливает Windows Vista, а объём памяти и жесткого диска увеличены, соответственно, до 1Гб и 60Гб.

### Samsung Q1 Ultra
Модель Ultra работает на 800МГц Intel A110 процессоре и включает в себя две камеры, жесткий диск на 60Гб, HSDPA, предустановленную Windows Vista (с возможностью установки Windows 7).
Все модели Q1U имеют новую разделенную клавиатуру, 1Гб RAM (с возможностью апгрейда до 2Гб), слот карты SD и глянцевый 7" экран с разрешением 1024×600. В устройстве нет встроенного GPS, но возможно подключение сторонних модулей по протоколу Bluetooth или USB.

### Samsung Q1 Ultra Premium
Последняя и наиболее производительная модификация в линейке Q1, отличающаяся процессором Intel Core Solo U1500 с частотой 1330МГц.